# Castlecary Castle

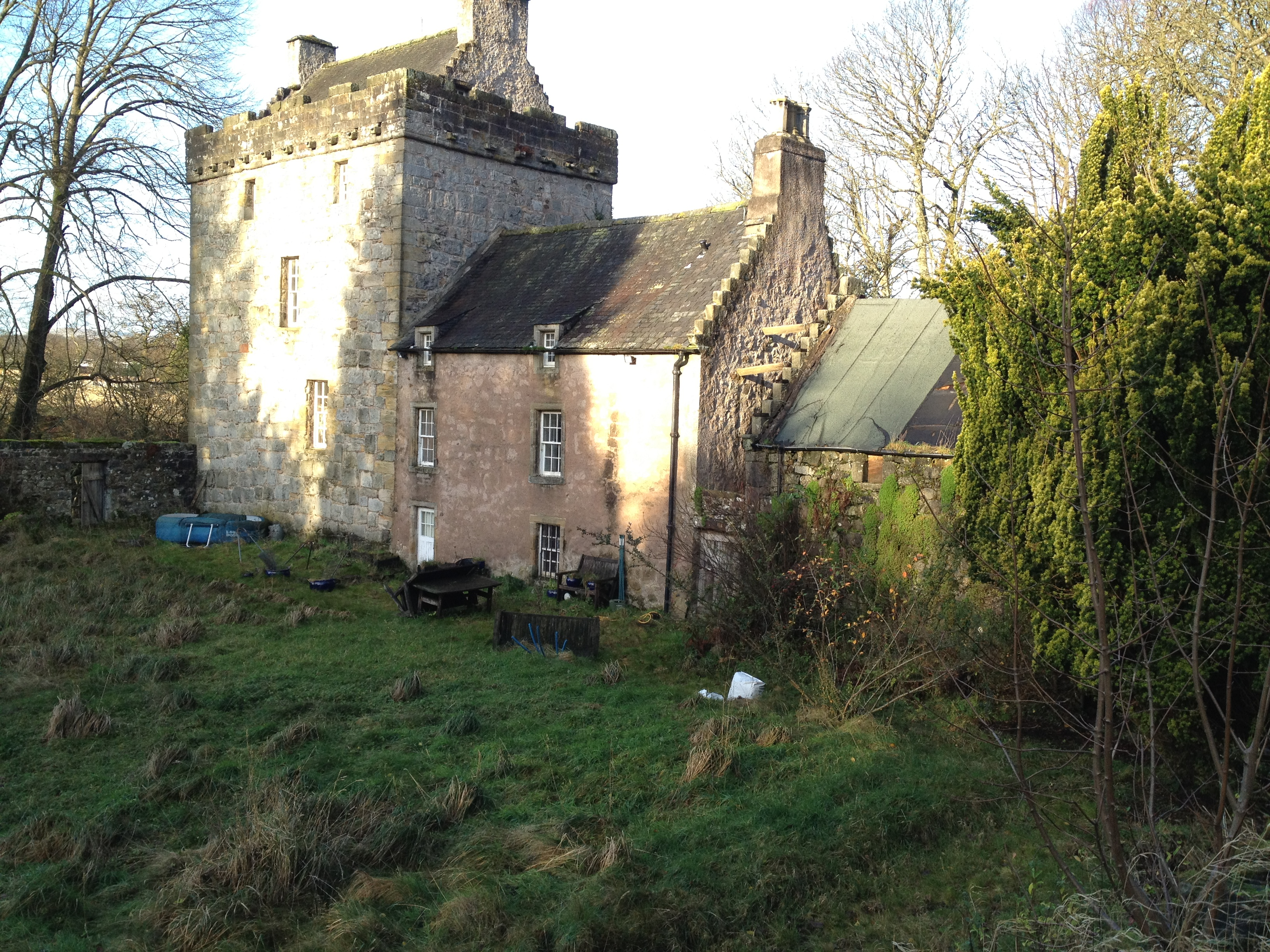
Castlecary Castle

Castlecary Castle ist ein Tower House nahe der schottischen Ortschaft Castlecary in der Council Area Falkirk. 1972 wurde das Bauwerk in die schottischen Denkmallisten in der höchsten Kategorie A aufgenommen.

## Geschichte
Es existieren Vermutungen, dass sich am Standort von Castlecary Castle bereits Ende des 13. Jahrhunderts eine Festung oder Motte befand. In der zweiten Hälfte des 15. Jahrhunderts gelangten die Ländereien in den Besitz eines Henry Livingston of Middilbyning, welcher die Burg um 1485 errichten ließ. In der Urkunde aus dem Jahre 1491, als die Ländereien in den Besitz seines Sohnes Patrick übergingen, ist das Tower House als Neubau aufgeführt. Patrick war die Person, welche die Herkunftsbezeichnung „of Castlecary“ benutzte. Die Ländereien wurden über Generationen innerhalb der Familie vererbt. Die Linie starb mit Harry Livingston of Castlecary im Jahre 1657 aus und die Ländereien gingen in den Besitz der Familie Baillie über. Im frühen 18. Jahrhundert erhielt James Dundas Castlecary Castle durch Heirat.

## Beschreibung
Castlecary Castle liegt an der Westgrenze von Falkirk südwestlich der Ortschaft Castlecary, die bereits zu North Lanarkshire gehört. Wahrscheinlich sollte es ursprünglich einen L-förmigen Grundriss erhalten, die Arbeiten wurden jedoch nicht ausgeführt. Im Laufe des 17. Jahrhunderts wurde das Bauwerk erweitert. Eine Datumsangabe oberhalb des Eingangs weist das Jahr 1679 aus.